# Vor (película)
Vor (también conocida como "El ladrón") es una película rusa de 1997, que fue escrita y dirigida por Pavel Chukhrai.   Fue nominada al premio Oscar a la mejor película de habla no inglesa y ganó el Premio Nika al mejor filme y a la mejor dirección. También fue ganadora de la medalla de Oro del Presidente del Senado italiano, y el Premio UNICEF en el Festival de cine de Venecia del año 1997.
La película es sobre una joven mujer, Katya (Yekaterina Rednikova), y su hijo Sanya (Misha Philipchuk) quién en 1946 conoce a un agente soviético veterano llamado Tolyan (Vladimir Mashkov).  Katya se enamora de este, quién resulta ser un delincuente profesional, y a su vez se convierte en la figura paterna de Sanya.
Sobre esta película, su director ha dicho: "me propuse escribir y dirigir una película sobre mi generación, que es la que dirige actualmente Rusia, y también es responsable del envío de tanques a Checoslovaquia, de la guerra de Afganistán y también es la que ha dado su apoyo a Gorbachov y Yeltsin, ¿Por qué nos hemos convertido en lo que somos? (...) Jugando con la metáfora, intento mostrar, no sin cierto sentido del humor, la compleja evolución de nuestras relaciones con Stalin".

## Sinopsis
Katya, una pobre y desesperada viuda, y su pequeño hijo Sanya intentan sobrevivir en Unión Soviética de posguerra desde fines de la década de 1940 hasta los primeros años de la década de 1950. Durante un viaje en tren, conocen a un apuesto y elegante agente, Tolyan, quién seduce a la madre. Forman pareja, y Tolyan actúa como su marido y padrastro de Sanya, quién al principio se muestra muy desconfiado, rechazando su presencia y autoridad. Hay varias alusiones a Hamlet.
Mediante su buen aspecto, aparente generosidad , y su status de veterano de guerra, Tolyan consigue una serie de lucrativos puestos.  Katya y Sanya van dándose cuenta de la naturaleza dura y cada vez más abusiva del nuevo jefe de familia, pero, a pesar de sentirse alarmados por esto, ni la madre ni el niño parecen dispuestos a dejar al hombre. El amor de Tolyan a su nueva familia se ve ambiguo a lo largo de la película, y se convierte en uno de los elementos de más peso en la historia.

## Reparto
- Vladimir Mashkov como Tolyan.
- Yekaterina Rednikova como Katya.
- Misha Philipchuk como Sanya.
- Amaliya Mordvinova como la mujer del doctor.
- Lidiya Savchenko como Baba Tanya.
- Yuliya Artamonova como la mujer del ingeniero.
- Yury Belyayev como Sanya (de 48 años).
- Dmitri Chigaryov como Sanya (de 12 años).

## Recepción

### Premios

#### Ganados
- Sozvezdie 1997:
  - Mejor actor  - Vladimir Mashkov
- Festival Internacional de Cine de Venecia 1997:
  - Premio del Jurado de Juventud Internacional - Pavel Chukhrai
  - Medalla de Oro del Presidente del Senado italiano - Pavel Chukhrai
  - Premio UNICEF - Pavel Chukhrai
- Festival de cine Kinoshok de 1997:
  - Mejor actor - Vladimir Mashkov
  - Mejor director - Pavel Chukhrai
  - Premio del Jurado de Distribuidores - Pavel Chukhrai
- Premios Nika 1998:
  - Mejor actor - Vladimir Mashkov
  - Mejor actriz - Ekaterina Rednikova
  - Mejor director - Pavel Chukhrai
  - Mejor película - Pavel Chukhraj e Igor Tolstunov
  - Mejor música - Vladimir Dashkevich
- Premios "Young award" 1998:
  - Mejor intérprete joven en una película extranjera - Misha Philipchuk

#### Nominado
- Festival Internacional de Cine de Venecia 1997:
  - León de Oro - Pavel Chukhrai
- Premios European Film 1997:
  - Mejor película - Igor Tolstunov
- Premios Globo de Oro
  - Globo de Oro a la mejor película extranjera - Rusia
- Premios Óscar 1998:
  - Oscar a la mejor película de habla no inglesa - Rusia
- Premios Nika 1998:
  - Mejor dirección de fotografía- Vladimir Klimov
  - Mejor vestuario - Natalya Moneva
  - Mejor diseño de producción - Viktor Petrov
  - Mejor guion- Pavel Chukhrai
  - Mejor sonido - Yuliya Yegorova
- Premios Goya 1999:
  - Mejor película Europea - Pavel Chukhrai